# Lida (gmina)
Lida – dawna gmina wiejska istniejąca do 1939 roku w województwie nowogródzkim w Polsce (obecnie na Białorusi). Siedzibą gminy była Lida (13.401 mieszk. w 1921 roku),  która stanowiła odrębną gminę miejską.
W okresie międzywojennym gmina Lida należała do powiatu lidzkiego w woj. nowogródzkim. 11 kwietnia 1929 roku do gminy Lida przyłączono część obszaru zniesionej gminy Honczary, natomiast część obszaru gminy Lida włączono do gmin Dokudowo i Lipniszki. 1 kwietnia 1938 roku z gminy Lida wyłączono wieś Roślaki, którą włączono do miasta Lida.
W 1925 obywatelstwo honorowe gminy Lida otrzymał minister spraw wewnętrznych Władysław Raczkiewicz.
Po wojnie obszar gminy Lida został odłączony od Polski i włączony do Białoruskiej SRR.